# Nelson (théâtre)
Pour les articles homonymes, voir Nelson.
Nelson est une pièce de théâtre française, qui s'est jouée en 2014 au Théâtre de la Porte-Saint-Martin, puis en tournée dans toute la France.

## Synopsis
Jacqueline est une brillante avocate d'affaire parisienne, principalement intéressée par l'argent. Elle travaille avec son fils, Pierre-Alexandre, son attaché de presse. Son mari, Gérard, est un chanteur dont la carrière ne décolle pas tandis que sa fille, Christine, est en faculté de sociologie. Christine a une occasion en or de partir en mission humanitaire en Afrique. La famille de Romain, qui organise la mission vient dîner à la maison pour mieux connaître Christine et sa famille. Cependant, cette famille est végétalienne, contrairement à la famille de Christine, mangeant de la viande, possédant des trophées de chasse... 

## Distribution
- Chantal Ladesou : Jacqueline
- Thierry Samitier : Gérard
- Armelle : Marie
- Éric Laugérias : Paul
- Cléménce Ansault : Christine
- Simon Jeannin : Pierre-Alexandre
- Simon Larvaron : Romain